# Кей (село)
Кей (чечен. Кий) — воссоздаваемое село в Итум-Калинском районе Чеченской Республики России. Здесь были ранее покинутые аулы Нижний Кий (чечен. МегӀал Кий) и чуть западнее Верхний Кий на территории Галанчожского района.

## География
Село расположено к северо-западу от села Итум-Кали и к юго-западу от села Галанчож. Ближайшие населённые пункты: на севере — Акка и Вовга.

## История
В селении иногда проходило заседание Мехк-кхел, собрание судебного органа чеченцев, на котором решались вопросы особой важности для народа.
Аулы Нижний Кий и Верхний Кий были ликвидированы в 1944 году во время выселения чеченцев. После восстановления Чечено-Ингушской АССР чеченцам было запрещено возвращаться в свои исконные районы: Галанчожский, Шатойский и Итум-Калинский.
В конце 2022 года в Итум-Калинском районе Чеченской Республики было принято решение образовать новые (воссоздать) сёла, в том числе Кей — на месте бывших аулов Нижний Кий и Верхний Кий.